# Joasch-Inschrift
Die Joasch-Inschrift ist eine unvollständige althebräische Inschrift auf einer schwarzen Sandsteintafel, die im Januar 2003 bekannt wurde. Der Text handelt von Baumaßnahmen am Jerusalemer Tempel unter der Regierung des Königs Joasch von Juda. Die israelische Antikenbehörde stuft die Joasch-Inschrift als Fälschung ein.

## Beschreibung
Die Sandsteinplatte ist eine Grauwacke, wahrscheinlich aus Nordsyrien oder Zypern, mit den Abmessungen 24 × 30 cm bei einer Dicke von 7,5 bis 9 cm.
Die Inschrift umfasst 15 Zeilen in paläohebräischer Schrift. Sie gehört zum Typ der königlichen Bauinschriften, wie er im Alten Orient bekannt ist, unterscheidet sich aber stark von allen bekannten semitischen Inschriften dieses Typs. Zu 75 % ist der Text identisch mit Passagen der Hebräischen Bibel. In mehr als einem Dutzend Fällen weicht die Inschrift vom Althebräischen ab. Während jede einzelne dieser Abweichungen, für sich genommen, erklärbar wäre, „bringt das kumulative Gewicht auch nur einiger dieser Abweichungen die Wahrscheinlichkeit einer Echtheit der Inschrift praktisch auf null.“ Teilweise handelt es sich um Formulierungen oder Wortbedeutungen, die im Althebräischen erst seit hellenistischer Zeit bezeugt sind, aber im Neuhebräischen häufig vorkommen.

## Veröffentlichung
Eine größere Öffentlichkeit erfuhr von dem spektakulären Fund durch einen Beitrag in der Zeitung Haaretz am 13. Januar 2003.
Angeblich hatten zwei Palästinenser die Steinplatte 2001 im Bereich des muslimischen Friedhofs südlich vom Tempelberg gefunden und an einen israelischen Sammler verkauft. Der Sammler ließ das Objekt von dem Epigraphiker Joseph Naveh (Hebräische Universität) überprüfen, welcher die Inschrift für eine Fälschung hielt, aber das geologische Institut Israels (GSI) mit einer weiteren Prüfung beauftragte. Diese fiel positiv aus: der Stein hatte eine Patina, in der sich Karbonpartikel befanden, die mit der C14-Methode in die Zeit von 400–200 v. Chr. datiert wurden, mit einer Zuverlässigkeit von 95 %. Außerdem fanden sich auch Partikel von purem Gold. Dieses Team publizierte seine Untersuchungsergebnisse, wodurch die Inschrift bekannt wurde. Ungewöhnlicherweise boten S. Ilany, A. Rosenfeld und M. Dvorachek als Geologen auch eine Übersetzung und historische Einordnung des Textes. Sie spekulierten, die Goldpartikel seien möglicherweise im Zusammenhang mit der Tempelzerstörung durch die Babylonier (583 v. Chr.) auf die Steintafel gelangt. Ilany und Rosenfeld hatten 2002 bereits die Echtheit des Jakobus-Ossuars bestätigt.
Gerüchten zufolge war die Joasch-Tafel dem Israel-Museum für 4 Millionen Dollar angeboten worden. Der Direktor des Museums erklärte, Experten des Museums sei die Tafel vorgelegt worden, um ihre Echtheit zu prüfen; über einen Preis sei nicht gesprochen worden.

## Ermittlungen
Im Fall der Echtheit wäre die Steinplatte Eigentum des Staates Israel. Deshalb trat der israelische Sammler nur durch einen Mittelsmann in einem Hotelzimmer mit Joseph Naveh in Kontakt. Den Ermittlern der Israelischen Altertümerverwaltung gelang es, diese Person mit einem Tel Aviver Privatdetektiv zu identifizieren. Dieser räumte bei der Befragung ein, dass sein Auftraggeber Oded Golan war, der bereits als Eigentümer des Jakobus-Ossuars bekannt war. Am 19. März 2003 berichtete die Zeitung Ma'ariv von einer polizeilichen Durchsuchung von Golans Appartement und weiteren von ihm genutzten Immobilien. Dabei wurden unter anderem Fotos gefunden, auf denen Golan neben der Joasch-Inschrift posierte. Außerdem wurden zahlreiche Artefakte unklarer Provenienz sowie Fälschungen in halbfertigem Zustand sichergestellt sowie epigraphische Fachliteratur, Werkzeug und beschriftete Behälter mit Bodenproben von verschiedenen archäologischen Stätten. Oded Golan sagte aus, dass er nur ein Mittelsmann sei und die Tafel dem mittlerweile verstorbenen Antikenhändler Abu-Yasser Awada gehöre, der ihn gebeten habe, das Objekt zu verkaufen.
Die israelische Kultusministerin Limor Livnat beauftragte daraufhin eine Expertenkommission, die Echtheit des Jakobus-Ossuars und der Joasch-Inschrift einzuschätzen. Die Kommission erklärte beide Inschriften zu modernen Fälschungen. Die Argumente im Fall der Joasch-Inschrift im Einzelnen:
- Shmuel Ahituv (Epigraphiker, Ben-Gurion-Universität): Der Text stammt von einem Sprecher des Neuhebräischen, der unter Benutzung antiker Quellen einen althebräischen, biblisch klingenden Text herzustellen suchte, was aber misslang.
- Avigdor Horovitz (Philologe, Antike Sprachen des Vorderen Orients, Ben-Gurion-Universität): Der Verfasser zeigt keine Kenntnis des Hebräischen des 9. Jahrhunderts v. Chr., vielmehr wurden einzelne Textbestandteile aus verschiedenen Quellen zusammenmontiert.
- Hagai Misgav (Epigraphiker, Hebräische Universität): Die Inschrift wurde nach Schriftmustern erstellt, die aus der Zeit des Ersten Tempels stammen.
- Ronny Reich (Archäologe, Hebräische Universität): Die Inschrift schien ihm zunächst authentisch, da eine so gute Fälschung schwer vorstellbar war. Reich ließ sich aber von den Argumenten der Kommissionsmitglieder überzeugen.

## Prozess
Oded Golan musste sich vor Gericht wegen des Vorwurfs verantworten, eine Fälscherwerkstatt betrieben und mit gefälschten Altertümern gehandelt zu haben. Der Prozess vor dem Jerusalemer Bezirksgericht dauerte sieben Jahre.
Die Urteilsverkündung war am 29. Februar 2012. Der Richter Aharon Farkash sprach Oded Golan von den Anklagepunkten der Fälschung und des Betrugs frei; er wurde aber in den untergeordneten Punkten des Antikenhandels ohne Genehmigung sowie des Besitzes von möglicherweise gestohlenen Objekten schuldig gesprochen. Der Richter erläuterte, dass das Gericht damit keine Aussage zur Echtheit der Artefakte mache, sondern nur feststelle, dass die Anklage nicht den Beweis führen konnte, dass Oded Golan der Fälscher sei.
Am 29. September wies das Oberste Gericht Golans Berufung ab und verband dies mit grundsätzlicher Kritik am Antikenhandel.
Die Israelische Antikenbehörde scheiterte daraufhin mit dem Versuch, die Joasch-Tafel als Staatseigentum zu sichern, mit der Begründung, zwar sei die Inschrift gefälscht, aber die Rückseite des Steins im Altertum zurechtgehauen worden. Das Oberste Gericht entschied im Oktober 2013 mit 2 : 1 Stimmen, dass die Joasch-Tafel an Oded Golan zurückgegeben werden müsse.

## Bedeutung

### Bibelwissenschaften
Nadav Na’aman hatte 1998 in einer Fachzeitschrift  die alte These wieder aufgegriffen, dass Inschriften von den Verfassern biblischer Schriften als Quelle genutzt worden sein könnten. Er präzisierte: Plausibel wäre das bei einer Bauinschrift. Im Text von 2 Kön 12  fand Na'aman mehrere Indizien: Das Regierungsjahr der Baumaßnahme wird genannt. Der Abschnitt über die Tempelrenovierung unterscheidet sich sprachlich etwas vom Kontext. Unechtheit der Inschrift vorausgesetzt, wurde der Fälscher womöglich durch Lektüre dieses Artikels angeregt.

### Politik
Die Kontrolle über Baumaßnahmen auf dem Tempelberg ist umstritten, da der Staat Israel den Tempelberg ebenso wie Ostjerusalem annektiert hat, was aber international nicht anerkannt ist. Die Waqf-Behörde, deren Personal von Jordanien eingesetzt und bezahlt wird, verwaltet das Areal, agiert aber bei Renovierungsmaßnahmen teilweise ohne Abstimmung mit staatlichen israelischen Stellen. Israelisches Baurecht wird auf dem Tempelberg nicht konsequent durchgesetzt; archäologische Begleitung von Baumaßnahmen findet nicht statt. Für die Joasch-Inschrift wurde auch die Herkunft aus einer solchen Baumaßnahme vermutet. Der (vermeintliche) Fund wurde daher von politischen Akteuren als Argument genutzt, die für eine Entmachtung der Waqf-Behörde eintreten, wie den Temple Mount Faithful.

## Dokumentarfilm
- Salomos Tempel. (= Die Bibel – Rätsel der Geschichte. Folge 9). 45 Min. Vereinigtes Königreich 2015.[13][14]